# Boyd (Wisconsin)
Boyd is een plaats (village) in de Amerikaanse staat Wisconsin, en valt bestuurlijk gezien onder Chippewa County.

## Demografie
Bij de volkstelling in 2000 werd het aantal inwoners vastgesteld op 680. In 2006 is het aantal inwoners door het United States Census Bureau geschat op 614, een daling van 66 (-9,7%).

## Geografie
Volgens het United States Census Bureau beslaat de plaats een oppervlakte van 4,8 km², geheel bestaande uit land. Boyd ligt op ongeveer 329 m boven zeeniveau.

## Plaatsen in de nabije omgeving
De onderstaande figuur toont nabijgelegen plaatsen in een straal van 28 km rond Boyd.